# ميلان-سان ريمو 2011
ميلان-سان ريمو 2011 هو سباق دراجات هوائية أقيم بتاريخ 19 مارس، تكون السباق من مرحلة واحدة وامتدّ لمسافة 298 كم بسرعة 43.486 كم/س، استغرق السباق 6 ساعة 51 دقيقة 10 ثانية. فاز به الأسترالي ماثيو جوس وحلّ ثانيا السويسري فابيان كانسيليرا بينما حصل على المركز الثالث البلجيكي فيليب جيلبير.

## الترتيب
| م                     | الدرّاج           | البلد    | الزمن                    |
| --------------------- | ---------------- | -------- | ------------------------ |
| الفائز بالترتيب العام | ماثيو جوس        | أستراليا | 6 ساعة 51 دقيقة 10 ثانية |
| الثاني                | فابيان كانسيليرا | سويسرا   |                          |
| الثالث                | فيليب جيلبير     | بلجيكا   |                          |